# 琴慧弦
琴 慧弦（クム ヘヒョン - Kum Haehyun）は2D対戦格闘ゲーム「GUILTY GEARシリーズ」に登場する架空の人物。担当声優は手塚秀彰（躯体）。

## 概要
- CS版GGXrdRより追加されたキャラクター。
- 禿げ頭に長い白髭を蓄え、がっしりした筋肉質の身体を持つ老人男性で、シリーズ初の朝鮮半島出身のキャラクター。着物のような合わせ襟の服の片肌を脱ぎ、袴を履いている。
- 万物に流れる「気」の巡りを操ることで世界の乱れを整え、災いを未然に防ぐことを使命とする「調律師」の末裔である琴家の当主。「XrdR2」でのエピソードモードのプロローグで見て取れるように患者の体調を安定させることが可能であるが、本人曰く「自身は医者ではない」為、病に至った者を治すことは出来ないという。
- 何事にも全力を尽くすことを信条に掲げており、その人望で周囲から厚い信頼を得ている。
- 一般には伏せられているが、その正体は人型義体「全力琴（ジヨンリヨククム）」に乗り込んでいる少女で、ジャパニーズ同様民族衣装に身を纏っている。現在彼女の正体を知っているのはジョニーやメイなどごく一部と思われる[1]。ただし劇中では焦燥すると年相応の少女の言葉を発してしまい、いかにも正体が発覚してもおかしくない描写が所々表れる。
- アーケード版『 Xrd -REVELATOR-』ではサブキャラクターであるが、家庭用版のDLCにてプレイヤーキャラクター化を果たしている。

## 技の解説

### 必殺技
調伝丸
球を前方に撃つ飛び道具技。この球を出した後に方向キーで前後に動かせる。
四寅剣
ジャンプして上方向に蹴りを出す。
追加入力で「長押し」と「後ろ派生」を出すことができる。
隼落とし
突進しながらカカト落としを出す。
追加入力で「後ろ派生」を出すことができる。
空中隼落とし
空中からカカト落としを繰り出して落下する。

### 特殊技
しゃがみ移動
正座して前方に移動する。通常の前進より少し移動が遅い。

### 覚醒必殺技
阿羅漢三千掌
両手にオーラを纏い、合掌して攻撃する。
神弓・調伝丸
「調伝丸」のパワーアップ版。前後上下に球を動かせる。

### 一撃必殺技
全弦撤廃
調律によって敵を無力化した後、デコピンで遥か彼方まで吹き飛ばす。

## テーマミュージック
The Tuner